# 1726 Гоффмайстер
1726 Гоффмайстер (1726 Hoffmeister) — астероїд головного поясу, відкритий 24 липня 1933 року.
Тіссеранів параметр щодо Юпітера — 3,326.